# Marcin Robak
Marcin Robak, né le 29 novembre 1982 à Legnica en Pologne, est un footballeur polonais. Il évolue au poste d'attaquant.

## Biographie

### En club
Né à Legnica en Pologne, Marcin Robak commence sa carrière avec le club local du Konfeks Legnica (en) avant de rejoindre un autre club de sa ville natale, le Miedź Legnica.
Le 12 janvier 2011, Marcin Robak rejoint la Turquie afin de s'engager en faveur de Konyaspor. Il signe un contrat de trois ans et demi, soit jusqu'en juin 2014.
Le 12 juin 2015, il signe en faveur du Lech Poznań pour un contrat de deux ans.

### En sélection
Sélectionné pour la Coupe du Roi de Thaïlande, compétition non reconnue par la FIFA, Marcin Robak fait ses débuts avec la sélection polonaise le 10 décembre 2010 contre la Bosnie-Herzégovine, entrant en jeu à la soixante-troisième minute à la place de Paweł Brożek, le double buteur du match.

## Palmarès

### Collectif
- Supercoupe de Pologne : 2015, 2016
- Finaliste de la Coupe de Pologne : 2007
- Champion de Pologne de D2 : 2009, 2010

### Distinctions personnelles
- Meilleur joueur du Championnat de Pologne : 2017, 18 buts
- Meilleur joueur du Championnat de Pologne : 2014, 22 buts
- Meilleur joueur du Championnat de Pologne de D2 : 2008
- Meilleur buteur du Championnat de Pologne de D2 : 2010, 18 buts